# Yan Duyvendak
Pour les articles homonymes, voir Duyvendak.
Yan Duyvendak, artiste et performeur néerlandais, est né en 1965 aux Pays-Bas. Diplômé de l'École cantonale des beaux-arts de Sion (actuellement École de design et haute école d'art du Valais) et de l'École supérieure d'art visuel de Genève (actuellement Haute École d'art et de design), il pratique la performance depuis 1995. Il a reçu de nombreux prix, dont le Swiss Art Award à trois reprises. Son travail plastique et vidéo se trouve dans de nombreuses collections publiques et privées, allant du Musée d'art contemporain de Lyon au Museum der Moderne Salzburg de Salzbourg. De 2004 à 2014, il est le coordinateur de l'option art-action à la Haute École d'art et de design Genève (HEAD). Il vit et travaille entre Genève et Marseille. En 2019, il obtient l'oscar suisse du théâtre.

## Formation
- 1980-1985 École cantonale des beaux-arts, Sion. Diplôme
- 1989-1992 École supérieure d'Art visuel, Genève, atelier Silvie Defraoui et Chérif Defraoui. Diplôme

## Principales œuvres

### Performances
- 2022 TWIST de Yan Duyvendak et Kaedama
- 2020 Nous sommes partout de Dreams Come True, Hichmoul Pilon Production et Anthropie
- 2020 VIRUS de Yan Duyvendak et Philippe Cano et Kaedama
- 2019 invisible, co-signée avec Delphine Abrecht, Claire Astier, Milena Bakmaz, Kiran Bhandari, Jovana Braletic, Rea  Burman, Milena Damnjanovič, Rémi Dufay, Yan Duyvendak, Ariedon Gomes, Monica Hofman, Pitambari Josalkar,  Katarina Jovanovič, Damjan Jovičin, Merel Kotterer, Sanja Latinovič, Wency Mendes, Grana Velencia Methalaka, Marco  Nektan, Phoebe Marisa Pereira, Claire Perret, Keith Peter, Jean-Daniel Piguet, Parvathi Ramanathan, Daphne de Souza,  Charlotte Terrapon, Olga Uzikaeva, Jaana van Vliet, Marian van Voorn, Karijn van der Wijk, Mark Yeoman, Milan van der  Zwaan
- 2018 SOLUTIONS co-signée avec Martin Schick
- 2016 ACTIONS, co-signée avec Nicolas Cilins et Nataly Sugnaux Hernandez
- 2015 Sound of Music, de Yan Duyvendak, et Andrea Cera, Olivier Dubois, Christophe Fiat, Michael Helland
- 2013 7 minutes de terreur, cosignée avec Nicole Borgeat
- 2011 Please, Continue (Hamlet), cosignée avec Roger Bernat
- 2010 SOS (Save Our Souls), cosignée avec Nicole Borgeat
- 2008 Made In Paradise, cosignée avec Omar Ghayatt et Nicole Borgeat
- 2007 Mainstream, cosignée avec Alexandra Bachzetsis
- 2005 Side Effects, cosignée avec Nicole Borgeat
- 2004 You're Dead !
- 2003 Self-Service[3]
- 2003 Dreams Come True
- 2002 You Invited Me, Don't You Remember?
- 2001 My Name Is Neo (for fifteen minutes)
- 1999 Une soirée pour nous
- 1999 What Happens Now ?
- 1995 Keep It Fun For Yourself

## Performances (sélection)
- 2014 Théâtre National Populaire, Villeurbanne - New Classics of Europe Festival, Lodz, Pologne - Approdi Festa d'Arte e Comunità, Cagliari - Contemporanea Festival, Prato - Short theater festival, Roma - Castel dei Mondi, Festival Internazionale di Andria - Foreign Affairs, Berliner Festspiele - Festival TheaterFormen, Braunschweig - Wiener Festwochen, Theater Odeon, Wien - Théâtre de Vidy, Lausanne
- 2013 - Le Nouveau Théâtre CDN Montreuil - La Bâtie-festival de Genève, Genève - Theaterspektakel, Zurich - Inteatro-festival, Lugano e Bellinzona - Scène nationale de Petit-Quevilly/Mont Saint Aignan - Villa Méditerranée, Marseille - Kunstencentrum Vooruit, Gent - Le 104, Paris
- 2012 Kunstencentrum Vooruit, Gent - Reims Scènes d’Europe Le Manège de Reims, Reims - C'est comme ça! Festival de l'échangeur, Château-Thierry - actOral, Montévidéo, Marseille - TO DO AS IF Realitäten der Illusion im zeitgenössischen Theater, Institut für Angewandte Theaterwissenschaft, Gießen - Festival aan de Werf, Utrecht - Teatro al Parco, Parma - Um alles in der Welt - Lessingtage, Thalia, Hamburg - ICI - Institut des Cultures d'Islam, Paris
- 2011 Who’s Afraid Of Performance Art?, GRÜ, Genève - 8. Festival Politik im Freien Theater, Dresden - Rollenbilder Rollenspiele, Museum der Moderne, Salzburg - Vertretung des Landes Niedersachsen beim Bund, Berlin - Les Escales Improbables, Montréal - Festival TheaterFormen, Hannover - Théâtre de la Cité Internationale, Paris - Festival en Huis aan de Werf, Utrecht
- 2010 Inteatro, Polverigi - Caserne de Bâle - Festival Hybrides2, Montpellier - Dieppe Scène Nationale, Dieppe - GRÜ, Genève - Le Lieu Unique scène nationale, Nantes - Théâtre d’Arles scène conventionnée, Arles
- 2009 Moussem, Palais des Beaux-Arts, Bruxelles, - Les Inaccoutumées, ménagerie de verre, Paris - Temps d’Images, Cluj, Roumanie - Extra Ball centre culturel suisse, Paris - Zürcher Theater Spektakel, Zurich - Encore, retrospective Yan Duyvendak LISTE – the young art fair, [Plug.In], Basel - Nouvelles Danse Strasbourg, Studio Pôle Sud, Strasbourg, et Palais universitaire, Strasbourg - Des souris, des hommes, Focus Yan Duyvendak Le Carré des Jalles, Saint-Médard-en-Jalles Bordeaux
- 2008 Shift Electronic arts Festival, Basel - La nuit curieuse, Temps d’Images La Ferme du Buisson, Marne-la-Vallée - actOral, Montévidéo, Marseille - Festival Omissis, Gradisca d’Isonzo - Contrajuegos, Arteleku, San Sebastián - NIFF,  Neuchâtel International Fantastic Film Festival - Try Again, La Casa Encendida, Madrid - Printemps Francophone de Barcelone, Institut Français, Barcelone - Servitude & simulacre en temps réel et flux constant, Fondation Agnès B, Paris
- 2007 Ebent, Barcelona - Almost Cinema, Vooruit, Gand - Festival international de danse de Lausanne, Arsenic centre d’art scénique contemporain, Lausanne - actOral, Montevidéo, Marseille - International festival of the arts, Santarcangelo
- 2006 Springfluten, Schloss salzau, Kiel - Ouest-Est, Dampfzentrale, Bern - Performance en tout genre, l'Arsenic, Lausanne - Midnight Walkers, le crédac, Ivry-sir-Seine
- 2005 Heros à jamais, Pasqu'art, Bienne - Scènes de vie, Centre Culturel Suisse, Paris - Die sicht auf das original, Kunsthaus Baselland, Muttenz - Emergences/Nuit Blanche, Maison de la Villette, Paris - Namics, g27, Zürich - La Bâtie-Festival de Genève, Centre d'Art Contemporain, Genève - Actions Tours, Nit Niu. Cala de Sant-Vicenç, Mallorca / Stromereien, Tanzhaus Wasserwerk, Zürich - Le livre et l'art, le lieu unique, Nantes - Le look, c'est chic! Eine Messe, Zürich - Image Forum Institute of Moving Image, Tokyo (Japan) - Excentricités, Progr, Zentrum für Kulturproduktion, Bern
- 2004 Performances, attitudes, Genève - Yan Duyvendak, Galleria Laurin, Zürich - Acces(s) Billière - LIVE-ART : Performances und Aktionen in der Schule Im Birch, Örlikon Zürich

## Expositions collectives (sélection)
- 2008 Shifting identities, Kunsthaus, Zürich
- 2007 Une question de génération, Musée d’art contemporain de Lyon - Rock is (not) dead, MacVal, Musée d'art contemporain du Val-de-Marne
- 2006 Salons vidéo, Salon Mommen, Bruxelles - Émergences, Dédale, Cité des sciences et de l’industrie, Paris - Fresh Théorie & Pratique, galerie Léo Scheer, Paris - Galerie Haunch of Venison; Zurich - Réelles présences – Entre danse et arts plastiques, Vidéo chroniques, Cinéma Le Miroir, Marseille - I don’t believe in mathematics, Galleria Laurin, Zurich - … durch die Jahrhunderte, Kunstmuseum St. Gallen - Mobile, collection hors les murs, Le Plateau / FRAC Île-de-France. Espace Landowski, Boulogne - Face à soi, Cinémathèque Québécoise, Montréal & salle Multi de Méduse, Québec - Coupures 2, Polly Maggoo, Bancs publics, Marseille - Reisen mit Kunst, Kunstmuseum Bern - L’art peut-il se passer de commentaire(s) ?, Musée d’art contemporain du Val-de-Marne (MAC/VAL) - 20 ans de la Fondation Irène Reymond, Espace Arlaud, Lausanne
- 2005 Héros à jamais, Pasqu’art, Bienne - Scènes de vie, Centre Culturel Suisse, Paris. - La Bâtie-Festival de Genève, Centre d’Art Contemporain, Genève - festival les musiques, Cinéma Le Miroir, Marseille - La nuit de la vidéo, Nancy - Art Film, Art Basel 36, Basel - Image Forum Institute of Moving Image, Tokyo (Japan) - Excentricities, Progr, Zentrum für Kulturproduktion, Bern - Festival Max Ophüls, Saarbrücken
- 2004 Linc Art, San Francisco - 20 ans de la galerie Gisèle Linder, Zürich - FIDMARSEILLE 15e édition du Festival International du Documentaire de Marseille, Théâtre National de Marseille/ La Criée. - Swiss Art Video Lobby Siuolaikinio meno centras, Vilnius - Le Salon Jubiläumsausstellung Kunsthalle Palazzo, Liestal - Galerie Les filles du Calvaire, Paris - Festival Max Ophüls, Saarbrücken
- 2003 Swiss Mix 1 et 2 VI Festival Icaro a la Creacion Audiovisual Centro americana, Guatemala City, Guatemala - 2nd International Video Art Festival, Contemporary Art Center visual art, Prishtina - Buenos Dias Buenos Aires, Musée de Arte Moderna, Buenos Aires - 10e Biennale de l’Image en mouvement, Centre pour l’Image en Mouvement, Saint-Gervais, Genève - Swiss Mix 1 et 2, Pantalla Suiza, Madrid - Festival Virtualités, Hôtel de l’industrie, Paris - 5° Nuit Art Vidéo, Forum Itinérant, Strasbourg - Welcome to the pleasure dome [#3], Ipso Facto, Nantes - Pantalla Suiza, Museo Nacional Centro de Arte Reina Sofia, Madrid - Popisme, Villa du Parc, Annemasse
- 2002 Welcome to the pleasure dome L’autre Café, Paris - Double Trouble Frac Languedoc-Roussillon - In/ex-hibition Galerie Les Filles du Calvaire, Paris
- 2002 : Actions/performances/vidéos[4], Rennes. Commissariat : 40mcube
- 2001 : Action-Man-Œuvres[5], Triangle, Marseille. Commissariat : 40mcube
- 2001 vis-à-vis - actes chorégraphiques et arts visuels Frac Lorraine, Metz - Le droit et le gauche d’auteur École des Beaux-Arts de Bourges / friche culturelle l’Antre-Peaux - Transat Vidéo, Caen - Arsenal de Metz, Centre Chorégraphique de Nancy
- 2000 Version 2000 Centre pour l’image contemporaine (sgg*), Genève - Frac Basse-Normandie, Caen - DevoirS de vacanceS avec Imanol Atorrasagasti, Mire, Genève - Action/Replay Rencontres Chorégraphiques Internationales deSeine-Saint-Denis

## Prix
- 2019 grand prix suisse de théâtre/Anneau Hans-Rheinhardt
- 2014 Spectacle lauréat du concours Label + théâtre romand 2014 pour Sound of Music
- 2014 Prix FEDORA pour le ballet 2014 pour Sound of Music
- 2010 Prix Meret Oppenheim
- 2006 Network Kulturpreis (Visuelle Kuenste)
- 2005 Lauréat du concours Performance de la Kunstkreditkommission BaselStadt
- 2005 Bourse de séjour à l'atelier Schönhäuser, Berlin
- 2004 Swiss Art Award
- 2004 NAMICS Neue Medien Preis
- 2003 Swiss Art Award
- 2003 Prix du public, Videopreis Boswil
- 2002 Lauréat du concours Performance de la Kunstkreditkommission BaselStadt
- 2002 Swiss Art Award
- 1998 Prix de la Fondation Irène Reymond